# Hermann Kosel

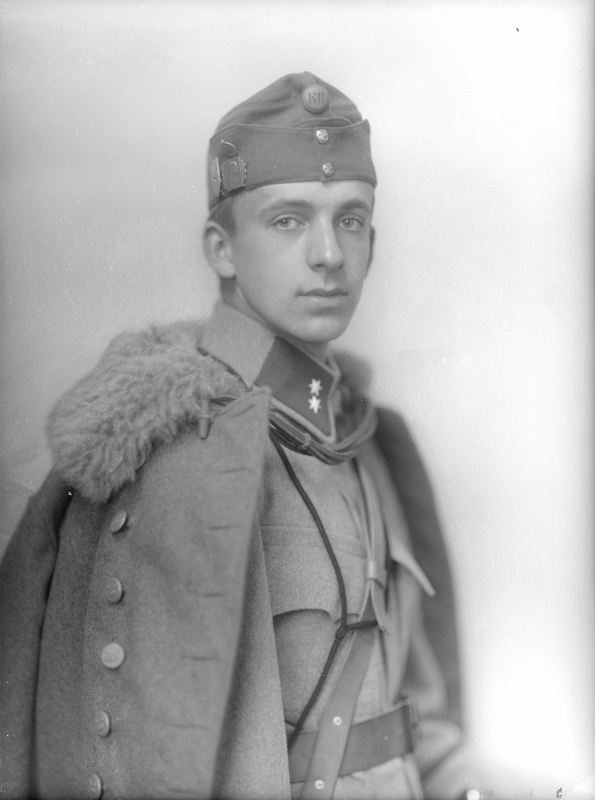
Hermann Kosel (1915)

Hermann Kosel (geboren 20. März 1896 in Wien, Österreich-Ungarn; gestorben 12. Dezember 1983 in Wien) war ein österreichischer Maler und Grafiker.

## Leben

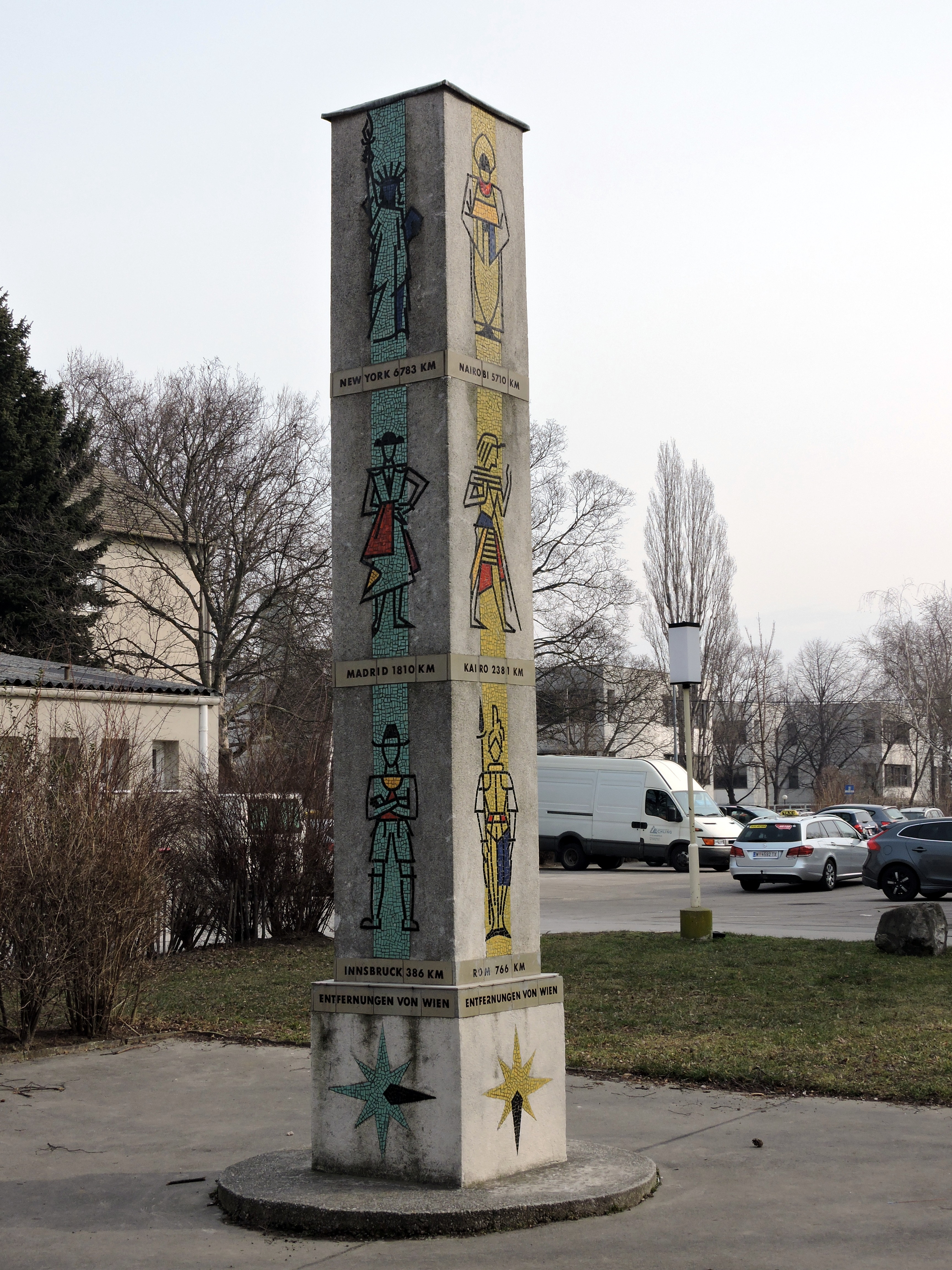
"Bildliche Darstellung der Weltrichtungen" – Ödenburger Straße 73–85, Wien 21.

Hermann Kosel war der Sohn des Schriftstellers und Hoffotografen Hermann Clemens Kosel. Er studierte an der Wiener Akademie der Bildenden Künste bei Rudolf Bacher und Ferdinand Schmutzer. Er wandte sich in der Zwischenkriegszeit dem kommerziellen Plakat zu, das er flächig und in kalkulierter Buntheit gestaltete. Er wurde von Julius Klinger als Lehrer an dessen Privatschule für Gebrauchsgraphik angestellt. Gemeinsam mit Rolf Frey betrieb er das „Atelier Cosl-Frey“, von 1927 bis 1929 gemeinsam mit Erwin Gibson das „Atelier Kosel-Gibson“, ab 1929 war er alleine tätig. Kosel arbeitete unter anderem für den Rikola-Verlag, für die Schuhfabrik Humanic und für die die Internationale Automobilausstellung 1931. Nach dem Anschluss Österreichs 1938 musste er mit seiner jüdischen Frau Nelly Wengraf in die Schweiz fliehen und lebte bis 1949 in Aix-en-Provence, wo er ausschließlich Landschaftsbilder malte, danach kehrten beide nach Wien zurück.
Kosel erhielt den Preis der Stadt Wien für Bildende Kunst für 1954 in der Kategorie Angewandte Kunst. Er wurde Ehrenmitglied des Bundes Österreichischer Gebrauchsgraphiker (BÖG). Das Museum für Angewandte Kunst (MAK) in Wien widmete Kosel 2003 unter dem Titel The Holy Every Day aus Anlass seines 20. Todestages eine Ausstellung.
Er wurde am Friedhof der Feuerhalle Simmering bestattet (Abt. 7, Ring 3, Gruppe 3, Nr. 79).

## Ausstellung
- 50 Jahre Kosel-Plakate. Einführung: Wilhelm Mrazek. Kataloggestaltung: Hermann Kosel. Ausstellung im Österreichischen Museum für Angewandte Kunst. Wien: Schendl, 1971.